# Joan Vallvé i Creus
Joan Vallvé i Creus (Barcelona 1910 - 1988) fue un ingeniero industrial, empresario y promotor de actividades culturales español. 

## Biografía
Fue director gerente de la empresa Metales y Platerías Ribera, la empresa encargada de acuñar la peseta en una factoría del barrio barcelonés del Pueblo Nuevo a la década de 1960; y fue presidente de la Asociación de Ingenieros Industriales de Cataluña. Del 1966 al 1975 fue decano del Colegio Oficial de Ingenieros y contribuyó a la catalanización de la entidad y a la recuperación de la memoria del gramático e ingeniero Pompeu Fabra. También formó parte como vocal del patronato de la Caja de Ingenieros.
El 1961 también fue uno de los fundadores de Òmnium Cultural, y será presidente del 1978 al 1984. También fue presidente del Secretariado de Orfeones de Cataluña hasta el 1982. El 1985 recibió la Cruz de Sant Jordi y poco antes de morir formó de las listas de CiU a las elecciones en el Parlamento Europeo de 1987. Fue el padre de la exagente de bolsa y notaria Maria Àngels Vallvé Ribera, y del ingeniero y político Joan Vallvé Ribera. Fue el cuñado del abogado, industrial y político Andreu Ribera y Rovira.